# Amoria ellioti
Amoria ellioti is een slakkensoort uit de familie van de Volutidae. De wetenschappelijke naam van de soort werd in 1864 voor het eerst geldig gepubliceerd door George Brettingham Sowerby II.